# Hôtel de La Salle (Paris)
L'hôtel de La Salle ou hôtel de Cambacérès ou encore hôtel de Bragelongne est un hôtel particulier situé à Paris en France.

## Localisation
Il est situé au no 21 de la rue de l'Université, au no 2 de la rue de Montalembert, et au no 2 de la rue Sébastien-Bottin dans le 7e arrondissement de Paris.

## Historique
Il a été construit par M. Guyard et M. Mercier, de 1640 à 1663 pour Thomas de Bragelongne, premier président du Parlement de Metz.
Jean-Jacques-Régis de Cambacérès, archichancelier de l'empire, y réside de son retour d'exil en 1818 à sa mort en 1824. L’hôtel devint par la suite la propriété du duc et de la duchesse de La Salle, qui lui donnent son nom actuel qui en vendent une partie à la société Arbelot en 1911. L'hôtel est coupé de moitié lors du percement de la rue Sébastien-Bottin,.
Le ministère des finances en fait ensuite l'acquisition avec l'hôtel de Livry, qui se situe en fond de cour. Il est revendu en 2005 au groupe Carlyle. C'est finalement Gérard L’héritier, un collectionneur de manuscrits qui le rachète avant d'être contraint de s'en séparer pour cause de faillite.
Il est en vendu en 2015 à la foncière LFPI Reim pour plus de 30 millions d'euros, il n'est pas ouvert au public.

## Description
Côté rue il ne subsiste plus que la moitié du corps de logis d'origine, et sur jardin l'aile droite en retour. L'entrée est un portail surmonté d'un arc brisé.
L'intérieur a été grandement remanié au XXe siècle par la duchesse de la Salle.

## Parties protégées
L'édifice est classé monument historique par arrêté du 30 décembre 1938.